# Messe no 1 de Bruckner
La Messe no 1 en ré mineur, WAB 26 d'Anton Bruckner, est une messe pour solistes, chœur mixte et orchestre et orgue.

## Historique
Après avoir terminé ses huit années d'étude auprès de Sechter et de Kitzler, et composé quelques autres œuvres de moindre dimension, comme la Cantate festive (1862) et le Psaume 112 (1863), Bruckner composa sa première grande messe, la Messe en ré mineur, dont la composition fut achevée le 29 septembre 1864.
La première de la Messe, qui eut lieu dans l'ancienne Cathédrale de Linz le 20 novembre 1864, fut un succès. Le recensement du Linzer Zeitung chanta les louanges du potentiel symphonique du compositeur et classa la Messe en ré mineur dans les hautes sphères de la musique d'église.
Quatre semaines plus tard, le 18 décembre, une deuxième exécution eut lieu durant un « Concert spirituel » dans la Linzer Redoutensaal. Comme la Redoutensaal ne disposait pas d'un orgue, Bruckner composa une alternative pour instruments à vent (clarinettes et bassons) pour le court intermezzo de la partie centrale du Credo (manuscrit Mus.Hs. 3170). Le manuscrit autographe (Mus.Hs. 19423) et la partition d'orgue sont archivés à l'Österreichische Nationalbibliothek.
Bruckner a révisé l'œuvre en 1876 et, à nouveau, en 1881-1882. Les (petites) différences entre les versions concernent principalement des annotations d'articulation et de dynamique.

## Versions et éditions
Première version : 1864, légèrement révisée en 1876 et 1881–82.
- Première édition : Johann Gross, Innsbruck (1892)
- Édition Nowak (1957, 1996)

## Composition
L'œuvre est composée pour chœur mixte, solistes et orchestre (2 flûtes, 2 hautbois, 2 clarinettes en si bémol, 2 bassons, 2 cors en fa, 2 trompettes en fa, trombones alto, ténor et basse, timbales et cordes), et orgue.
Selon la pratique catholique – comme aussi dans les précédentes Messe für den Gründonnerstag et Missa solemnis, et la suivante Messe no 2 – l'introduction du Gloria et du Credo n'est pas composée et doit être entonnée par le prêtre en mode grégorien avant la poursuite de l'exécution par le chœur.
1. Kyrie – Alla breve (mehr langsam), ré mineur
2. Gloria – Allegro, ré majeur
3. Credo – Moderato, ré majeur
4. Sanctus – Maestoso, ré majeur
5. Benedictus – Moderato, sol majeur
6. Agnus Dei- Andante quasi allegretto, sol mineur, terminant en ré majeur

Durée totale : environ 50 minutes

Lorsqu'on la compare à la précédente Missa solemnis, la composition est plus mature dans sa conception avec des crescendos, qui sont caractéristiques des ultérieres symphonies de Bruckner. 
Wagner's influence is evident as the orchestra plays a major role setting the stage, developing material and intensifying the drama. … [A] passage by way of illustrating [it] … might be the death and resurrection section of the Credo … The plaintive a cappella setting of 'passus et sepultus est' … is reflected in pianissimo woodwind (or organ) and brass chorales before the strings propel a tremendous crescendo to a triumphant re-entry of the chorus at 'Et resurrexit'.
Traduction : L'influence de Wagner est évidente en ce que l'orchestre joue un rôle plus important, en développant la matière et l'intensification dramatique. … [Un] passage qui [l']illustre … est peut-être la partie du Credo qui décrit la mort et de la résurrection … La composition plaintive a cappella du 'passus et sepultus est' … est reflétée par un choral en pianissimo aux bois (ou à l'orgue) et aux cuivres avant l'enchaînement aux cordes en un formidable crescendo menant à une triomphante ré-entrée du chœur, à 'Et resurrexit'.
Cependant, il existe une continuité avec les œuvres antérieures. Plusieurs passages, tels le Qui tollis du Gloria, la partie centrale du Credo, et la dévotion du "Jesu Christe", le solennité de "cum gloria" et l'effroi du mortuorum, étaient déjà préfigurés dans la Missa solemnis. En outre, l'introduction en pianissimo du Kyrie a déjà été annoncée dans l'introduction du Psaume 146. Le Qui cum Patre et Filio du Credo est une citation du précédant Afferentur regi.
La structure en répétition déjà initiée dans le Psaume 112 – un produit de l'enseignement de Kitzler est clairement présente dans la partition : répétition du thème initial du Credo dans "Et in spiritum", et celle de "Deum de Deo" dans "Et expecto" ; répétition de l'"Osanna" du Sanctus à la fin du Benedictus, et de la game ascendante du Kyrie, des motifs de "Et vitam venturi" et de la fugue du Gloria dans le Dona nobis.
Bruckner également utilisé cette game ascendante (une réminiscence du "Qua resurget ex favilla homo reus" du Requiem de Mozart), comme une échelle céleste dans entre autres l'Adagio de plusieurs symphonies et de son Te Deum. Son inversion, qui Bruckner avait déjà utilisé dans la première partie de son Psaume 146, sera plus tard utilisée dans l'Andante de la Quatrième Symphonie et est aussi une préfiguration de l'"Adieu à la Vie" de l'Adagio de la Neuvième Symphonie.

Bruckner a ultérieurement utilisé une citation du "Miserere nobis" du Gloria lors de la transition vers le développement du premier mouvement de sa Troisième Symphonie. À la fin de sa vie, il en utilisa à nouveau une citation, en guise de supplication, avant le climax de l'Adagio de sa Neuvième Symphonie. Comme Nowak l'écrit 
Wie hoch Bruckner die Messe einschätzte, geht wohl am besten daraus hervor, dass er das Miserere-Motiv aus dem Gloria dem Adagio seiner IX. Symphonie einfügte. Er nahm Abschied vom Leben und wusste sich dafür keine besseren Klänge als die demütig flehenden Quartsextakkordfolgen seiner Linzer Zeit.
Traduction : Peut-être la meilleure indication de la haute estime que Bruckner avait de cette messe est l'utilisation du motif du miserere du Gloria dans l'Adagio de la Neuvième Symphonie. Il ne pouvait imaginer de meilleure mise en musique pour son adieu à la vie que l'humble supplication de la séquence d'accords en sixte et quarte de sa période à Linz.

## Discographie
La discographie de Messe no 1 est moins abondante que celle des suivantes Messes no 2 et no 3.
À l'exception d'un enregistrement partiel (Gloria uniquement) effectué par Pie Kalt vers 1925, le premier enregistrement a été effectué par F. Charles Adler pour son label SPA en 1954 et publié l'année suivante. Dans cet enregistrement, qui a utilisé la première édition de Gross, le Miserere nobis du Gloria est chanté par le soliste basse au lieu du chœur. L'intermezzo du Credo est joué par les instruments à vent.
Environ vingt ans plus tard, en 1972, Eugen Jochum a enregistré la Messe sur microsillon (DG 2530 314). Cet enregistrement a été réédité en coffret avec les deux autres messes, le Psaume 150 et plusieurs motets. Ce coffret a été ultérieurement transféré sur disque compact. Selon Hans Roelofs cet enregistrement avec intermezzo du Credo joué par l'orgue reste la référence.
Parmi la quinzaine d'autres enregistrements, dont un tiers n'ont pas atteint le commercial, ceux de Matthew Best et de Froschauer avec l'intermezzo par l'orgue, et de Gardiner, de Matt et de Ortner avec l'intermezzo par les instruments à vent sont, selon Roelofs, également d'excellentes exécutions.
L’exécution en concert par Frieberger dans le jubé de l’ancienne cathédrale de Linz durant la Brucknerfest de 2008, procure un parfum d'authenticité. Comme l’écrit Roelofs (traduit) « L’ambiance de la première est offerte ici. ... une interprétation très vivante et transparente. La musique obtient ici un pouvoir fracassant par le style historique de son interprétation, et la différence avec les enregistrements avec des instruments modernes 'policés' est frappante ».
Ces dernières années, il y a eu diverses interprétations en concert de la Messe en ré mineur par, entre autres, Mattias Giesen dans la Basilique de St. Florian (13 août 2018), Gerd Schaller au Festival d'été d'Ebrach (1er septembre 2019),, Franz Welser-Möst lors du concert anniversaire des 950 ans des Petits Chanteurs de St. Florian (11 juin 2021), et Markus Landerer le dimanche de la Pentecôte au Stephansdom de Vienne (28 mai 2023). Dans l’interprétation de Gerd Schaller, le « Miserere nobis » du Gloria est, comme chez Adler, chanté par le soliste basse au lieu du chœur. L'exécution de Giesen est seule publiquement disponible.

### Enregistrements avec intermezzo par l'orgue
- Eugen Jochum, Chor und Sinfonieorchester des Bayerischen Rundfunks, Elmar Schloter (orgue). LP: DG 2530 314, 1972 – CD: DG 423 127-2 (coffret de 4 CD)
- Matthew Best, Corydon Singers and Orchestra, James O'Donnell (orgue). CD: Hyperion CDA66650, 1993 (avec le Te Deum)
- Rupert Gottfried Frieberger, Hard-Chor Linz, Ars Antiqua Austria. CD : Fabian Records CD 5116, 2008
- Helmuth Froschauer, WDR Rundfunkchor et Rundfunkorchester, Cologne. CD: Crystal Classics N 67 085, 2010
- Matthias Giesen, Singakademie St Florian Chorus, Altomonte Orchestra St Florian - Brucknertage Music Festival 2018, 13 août 2018  – sur le CD Symphonic Choral Masterworks of Anton Bruckner, Bruckner Society BSA-006

### Enregistrements avec intermezzo par les bois
- F. Charles Adler, Chœur de la Wiener Rundfunk et Wiener Symphoniker, LP: SPA 72, Lumen AMS 7, 1954 (édition Johann Gross).
Cet enregistrement historique a été regravé sur CD: CRQ Éditions CRQ CD 44, 2012[11].
- John Eliot Gardiner, live avec le Monteverdi Choir et les Wiener Philharmoniker. CD: DG 459 674-2, 1996.
- Erwin Ortner, live avec l'Internationale Chorakademie Krems '96 et le Niederösterreichisches Kammerorchester. CD : da capo 68.24830, 1996
- Nicol Matt, Chœur de Chambre de l'Europe et la Württembergische Philharmonie de Reutlingen. CD: Brillant SACD 92212, 2003.

## Sources
- Anton Bruckner: Sämtliche Werke: Band XVI: Messe d-Moll (1864), Musikwissenschaftlicher Verlag der Internationalen Bruckner-Gesellschaft, Leopold Nowak (Éditeur), Vienne, 1975
- Max Auer, Anton Bruckner als Kirchenmusiker, Gustav Bosse Verlag, Ratisbonne, 1927, p. 85–110
- Dika Newlin, A Gap is Filled - Bruckner's D Minor Mass in Disc Debut, Chord and Discord, Vol. 2, N° 8, 1958, p. 117.
- Paul-Gilbert Langevin, Anton Bruckner, apogée de la symphonie, Éditions l'Âge d'Homme, Lausanne, 1977.  (ISBN 2-8251-0880-4)
- Cornelis van Zwol, Anton Bruckner – Leven en Werken, Thot, Bussum (Pays-Bas), 2012.  (ISBN 90-686-8590-2)
- John Williamson, The Cambridge Companion to Bruckner, Cambridge University Press, Cambridge, 2004.  (ISBN 0-521-80404-3)